# John Hatch Bluth
John Alexander Hatch Bluth (Colonia Juárez, 4 gennaio 1947) è un ex cestista messicano.

## Carriera
Con il Messico ha disputato i Giochi olimpici di Città del Messico 1968.